# Foolad FC
Der Foolad Khuzestan Football Club (persisch باشگاه فوتبال فولاد خوزستان, DMG Bāšgāh-ye fūtbāl-e fūlād-e Ḫūzestān) ist ein iranischer Fußballverein aus Ahvaz, Provinz Chuzestan. Aktuell, Stand Oktober 2024, spielt der Verein in der ersten Liga, der Persian Gulf Pro League. 

## Geschichte
Bis zum Zusammenbruch des bis dato bekanntesten Vereins in Ahvaz, des FC Jonoub Ahvaz, war Foolad Ahvaz ein unbekannter Klub aus der Provinz Khusistan. Zwar hatte man 1991 die Stadtmeisterschaft in Ahvaz gewonnen und war in die zweite Division der regionalen Liga Khusistans aufgestiegen, aber erst mit der Einnahme des Platzes in der zweiten iranischen Liga von Jonoub Ahvaz im Jahr 1995 erreichte man überregionale Beachtung. 1996 gelang dann der Aufstieg in die IPL. Ende der 1990er Jahre übernahm das Ahvaz Stahlwerk den Klub. In der Spielzeit 2004/2005 wurde man Meister und nahm im folgenden Jahr an der Asiatischen Champions League teil.
Der Verein belegte in der Spielzeit 2007/08 in der Azadegan League (Gruppe B) den ersten Tabellenrang. Foolad konnte sich zunächst nicht für den Aufstieg in die IPL qualifizieren, da man in zwei Play-off-Spielen Payam Mashhad unterlag. Nachdem der iranische Fußballverband (IRIFF) entschied, Sepahan Novin nicht in der IPL spielen zu lassen, weil die Mannschaft das Reserveteam von Sepahan Isfahan bildet, dem letztjährigen Tabellenzweiten der iranischen Meisterschaft, rückte Foolad als zweiter Aufsteiger in die IPL nach.
Nach zuvor durchwachsenen Spielzeiten mit mittelmäßigen Endplatzierungen, konnte sich Foolad in der Saison 2013/2014 überraschend den 2. Meistertitel erspielen.

## Kader der Saison 2023/24
Stand: 18. Mai 2024
| Nr. |           | Position | Name                     |
| --- | --------- | -------- | ------------------------ |
| 1   | Iran      | TW       | Shabab Gordan            |
| 2   | Iran      | MF       | Hamid Bouhamdan          |
| 3   | Iran      | ST       | Sasan Ansari             |
| 5   | Mali      | AB       | Moussa Coulibaly         |
| 6   | Iran      | AB       | Sina Shahabbasi          |
| 8   | Iran      | MF       | Alireza Bavieh           |
| 9   | Iran      | ST       | Mohammad Alinejad        |
| 10  | Iran      | MF       | Sina Moridi              |
| 11  | Iran      | MF       | Mohammadreza Ghobeishavi |
| 14  | Iran      | AB       | Shahin Tavakoli          |
| 15  | Brasilien | MF       | Lucas Cândido            |
| 17  | Iran      | ST       | Seyad Reza Mousavian     |
| 19  | Iran      | AB       | Mohammad Khademifard     |
| 20  | Iran      | AB       | Mojtaba Najarian         |
| 21  | Syrien    | ST       | Ibrahim Hesar            |
| 22  | Iran      | TW       | Alireza Nazi             |

| Nr. |            | Position | Name                   |
| --- | ---------- | -------- | ---------------------- |
| 23  | Iran       | AB       | Ali Shojaei            |
| 25  | Osterreich | TW       | Christopher Knett      |
| 27  | Iran       | AB       | Ali Bahrami            |
| 28  | Brasilien  | AB       | Jeferson Bahia         |
| 29  | Iran       | ST       | Abolfazl Moredi        |
| 31  | Iran       | AB       | Behnam Teymourian      |
| 34  | Iran       | MF       | Houman Elyasi          |
| 39  | Iran       | ST       | Ehsan Pahlevan         |
| 44  | Iran       | AB       | Ali Hassani            |
| 45  | Iran       | ST       | Mohammad Askari        |
| 46  | Iran       | ST       | Ali Kolahkaj           |
| 50  | Iran       | AB       | Vahid Heydarieh        |
| 67  | Iran       | AB       | Mehrdad Pourabolghasem |
| 71  | Iran       | ST       | Ebrahim Saljouqi       |
| 80  | Iran       | ST       | Adel Arghand           |
| 92  | Brasilien  | ST       | Chimba                 |

## Erfolge
- Iranischer Pokalsieger: 2020/21